# U-182
| U-182                      | U-182                                                                      | U-182                                                                      |
| -------------------------- | -------------------------------------------------------------------------- | -------------------------------------------------------------------------- |
|                            |                                                                            |                                                                            |
|                            |                                                                            |                                                                            |
|                            |                                                                            |                                                                            |
| Під прапором               | Третій рейх                                                                | Третій рейх                                                                |
| Спуск на воду              | 3 березня 1942 року                                                        | 3 березня 1942 року                                                        |
| Виведений зі складу флоту  | 16 березня 1943 року                                                       | 16 березня 1943 року                                                       |
| Сучасний статус            | затоплений                                                                 | затоплений                                                                 |
| Проєкт                     |                                                                            |                                                                            |
| Тип ПЧ                     | Торпедний ДПЧ                                                              | Торпедний ДПЧ                                                              |
| Основні характеристики     |                                                                            |                                                                            |
| Швидкість (надводна)       | 19,2 вузла                                                                 | 19,2 вузла                                                                 |
| Швидкість (підводна)       | 6,9 вузла                                                                  | 6,9 вузла                                                                  |
| Гранична глибина занурення | 230 м                                                                      | 230 м                                                                      |
| Екіпаж                     | 57 осіб                                                                    | 57 осіб                                                                    |
| Розміри                    |                                                                            |                                                                            |
| Довжина найбільша (по КВЛ) | 87,6 м                                                                     | 87,6 м                                                                     |
| Ширина корпусу найб.       | 7,5 м                                                                      | 7,5 м                                                                      |
| Висота                     | 10,2 м                                                                     | 10,2 м                                                                     |
| Середня осадка (по КВЛ)    | 5,4 м                                                                      | 5,4 м                                                                      |
| Водотоннажність надводна   | 1616 т                                                                     | 1616 т                                                                     |
| Озброєння                  |                                                                            |                                                                            |
| Артилерія                  | 1 ? 88-мм палубна гармата SK C/32                                          | 1 ? 88-мм палубна гармата SK C/32                                          |
| Торпедно- мінне озброєння  | 4 носових і два кормових ТА. 22 торпеди або 44 міни TMA чи 66 TMB          | 4 носових і два кормових ТА. 22 торпеди або 44 міни TMA чи 66 TMB          |
| ППО                        | 1 ? 37-мм зенітна гармата SKC/30 2 (1 ? 2) ? 20-мм зенітні гармати FlaK 30 | 1 ? 37-мм зенітна гармата SKC/30 2 (1 ? 2) ? 20-мм зенітні гармати FlaK 30 |

U-182 — німецький підводний човен типу IXD2, часів Другої світової війни.
Замовлення на будівництво човна віддане 15 серпня 1940 року. Човен закладений на верфі суднобудівної компанії «AG Weser» у Бремені 7 квітня 1941 року під заводським номером 1022, спущений на воду 3 березня 1942 року, 30 червня 1942 року увійшов до складу 4-ї флотилії. Також за час служби перебував у складі 12-ї флотилії. Єдиним командиром човна був капітан-лейтенант Ніколай Клаузен.
Човен зробив 1 бойовий похід, у якому потопив 5 (загальна водотоннажність 30 071 брт) суден.
Потоплений 16 травня 1943 року північно-західніше Мадейри(33°55′ пн. ш. 20°35′ зх. д. / 33.917° пн. ш. 20.583° зх. д.) глибинними бомбами американського есмінця «МакКензі». Весь екіпаж у складі 61 особи загинув.

## Потоплені та пошкоджені кораблі[3]
| Назва              | Тип                | Належність      | Дата            | Тоннаж (БРТ) | Вантаж                                           | Статус    | Місце                                                       |
| Ocean Courage      | суховантажне судно | Велика Британія | 15 січня 1943   | 7173         | 8956 т залізної руди                             | потоплено | 10°52′ пн. ш. 23°28′ зх. д. / 10.867° пн. ш. 23.467° зх. д. |
| Llanashe           | суховантажне судно | Велика Британія | 17 лютого 1943  | 4836         | 3500 т жерсті та алюмінію                        | потоплено | 34°00′ пд. ш. 28°30′ сх. д. / 34.000° пд. ш. 28.500° сх. д. |
| Richard D. Spaight | суховантажне судно | США             | 10 березня 1943 | 7177         | 3000 т сталі та бетону                           | потоплено | 27°39′ пд. ш. 35°28′ сх. д. / 27.650° пд. ш. 35.467° сх. д. |
| Aloe               | суховантажне судно | Велика Британія | 5 квітня 1943   | 5 047        | 5 000 т пшениці, 1500 т деревини та 320 т свинцю | потоплено | 32°37′ пд. ш. 37°50′ сх. д. / 32.617° пд. ш. 37.833° сх. д. |
| Adelfotis          | суховантажне судно | Греція          | 1 травня 1943   | 5838         | 6785 т насіння льону                             | потоплено | 03°32′ пд. ш. 21°33′ зх. д. / 3.533° пд. ш. 21.550° зх. д.  |